# Agrocybe dura
Agrocybe dura (James Bolton, 1788 ex Rolf Singer, 1936), sin. Pholiota dura (James Bolton, 1788 ex Paul Kummer (1871), din încrengătura Basidiomycota, în familia Agaricaceae și de genul Agrocybe, numită în popor ciuperci de lan, este o  specie de ciuperci comestibile și saprofite, ce descompun resturi vegetale. Buretele se poate găsi în România, Basarabia și Bucovina de Nord în luminișuri peste resturi de lemn și între ace de molid, pe pajiști și ogoare, prin parcuri, livezi și grădini, dar de asemenea pe mulci, crescând câteodată solitar, dar cel mai des este întâlnit în grupuri mici sau chiar mănunchiuri. Poate apărea de la deal la munte, din (aprilie) mai până în septembrie.

## Istoric

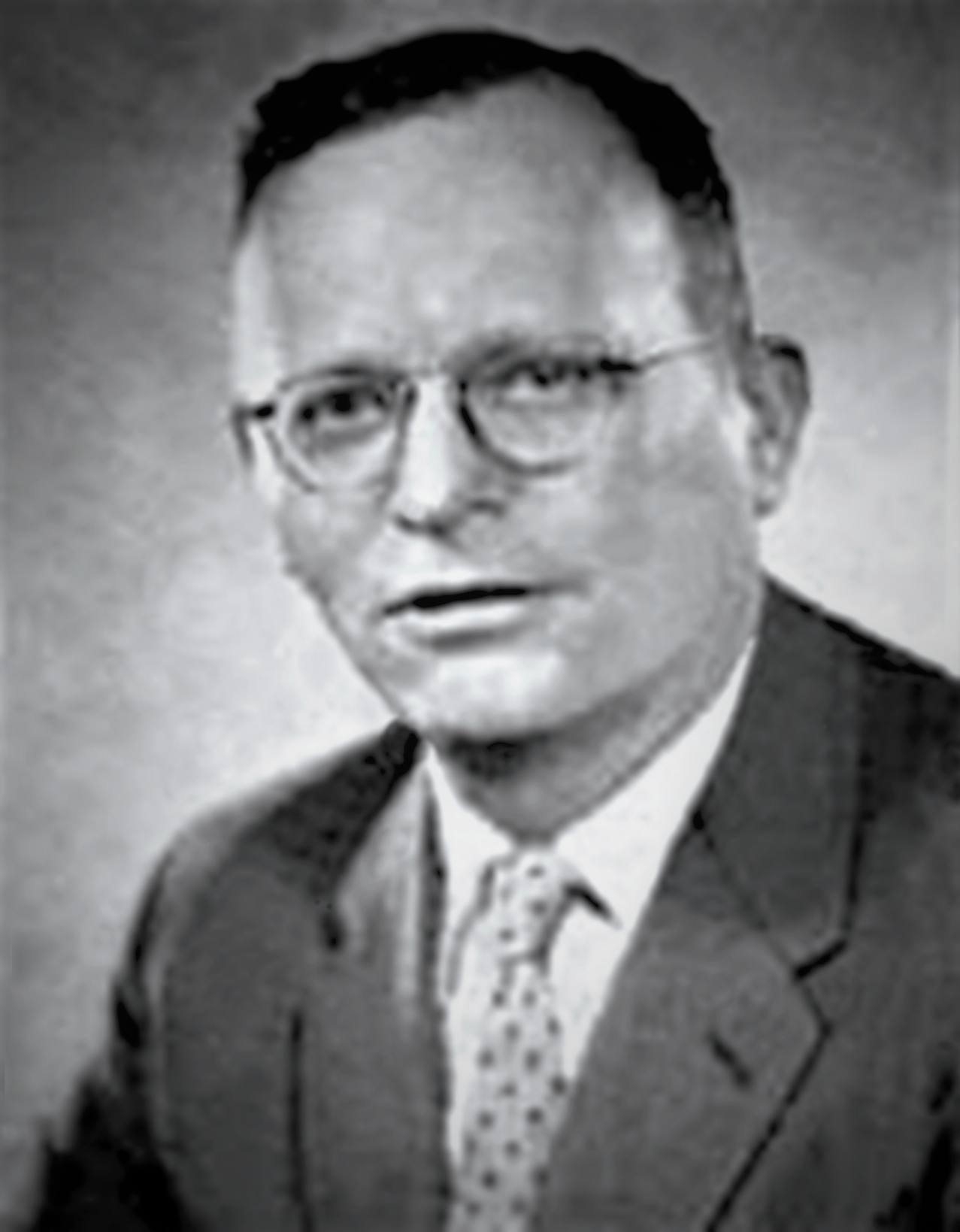
Rolf Singer

În 1788, specia a fost descrisă pentru prima dată sub denumirea Agaricus durus de micologul englez James Bolton în volumul 2 al lucrării sale An History of Fungusses growing about Halifax publicată în 1789.
După ce renumitul micolog german Paul Kummer a creat genul Pholiota, a transferat soiul la acest gen sub păstrarea epitetului, de verificat în marea sa operă Der Führer in die Pilzkunde: Anleitung zum methodischen, leichten und sicheren Bestimmen der in Deutschland vorkommenden Pilze mit Ausnahme der Schimmel- und allzu winzigen Schleim- und Kern-Pilzchen din 1871.
În 1889, micologul elvețian Victor Fayod (1860-1900) a determinat noul gen Agrocybe pentru anumite specii saprofite ce descompun resturi vegetale, adică pentru cele care nu cresc pe lemn proaspăt, ci pe sol sau lemn în putrefacție, publicat în jurnalul Annales des Sciences Naturelles Botanique et Biologie Végétale, iar după ce micologul german Rolf Singer a descoperit aceste calități la ciuperca aici descrisă, a mutat-o la acest gen, de verificat în Beiheft des Botanischen Centralblattes din 1936. 
Celelalte încercări de redenumire nu au fost folosite niciodată și pot fi neglijate.

## Descriere

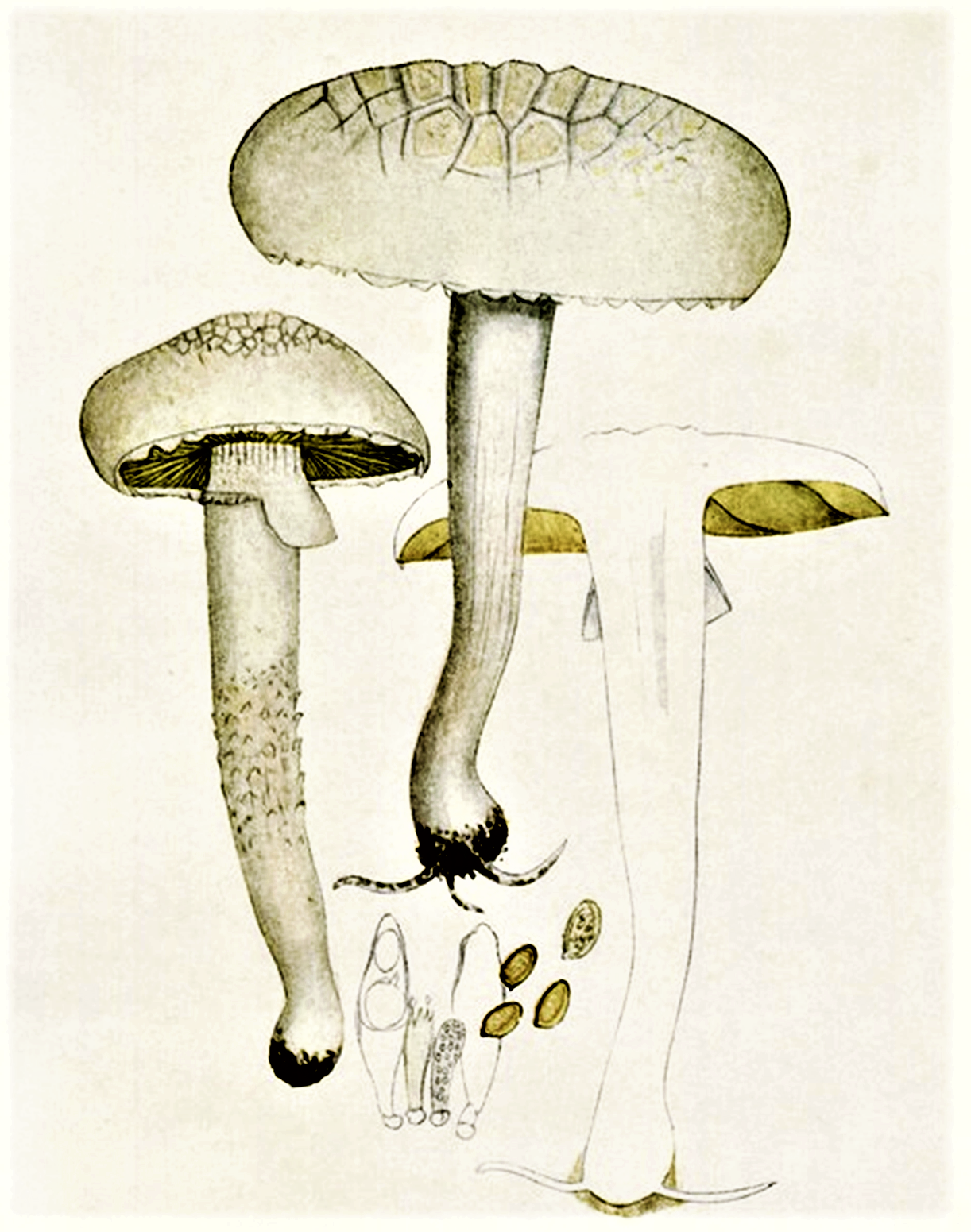
Bres.: Pholiota dura

- Pălăria: are un diametru de 3-10 cm  și este amenajată central peste picior, fiind cărnoasă, inițial semisferică, apoi convexă și în final întinsă, nu rar cu un gurgui slab pronunțat în mijloc, dar mereu cu marginea răsfrântă către picior. Prezintă franjuri din vălul parțial trecător pe marginea ei. Cuticula este netedă și mătăsoasă, iar la umezeală unsuroasă, cu crăpături neregulate și fine în jurul centrului. Coloritul variază de la albicios la galben-ocru, fiind la bătrânețe și pe timp uscat chiar maroniu.
- Lamelele: în tinerețe acoperite de vălul parțial, sunt dese, scunde subțiri, bombate și aderate de picior, cu lameluțe intercalate și unele bifurcate. Muchiile sunt albe, ondulate și dințate. Coloritul inițial palid gri devine cu timpul ruginiu până brun-roșcat ca tutunul, în vârstă cu nuanțe liliacee sau violacee.
- Piciorul: are o înălțime de 5-8 cm, o lățime de 1-1,5 cm, este fibros, mai întâi împăiat, apoi gol pe dinăuntru, câteodată ușor curbat, cu un inel subțire, canelat și fugace. Uneori, dacă întregul văl este prins pe pălărie, nu se formează nici un inel. Suprafața flocos-fibroasă este de culoare albicioasă, de la inel în jos granulată maroniu și devine la bătrânețe brun la bază. Acolo se observă și rizomorfe.
- Carnea: este albă, cărnoasă, pe măsura avansării în vârstă moale în pălărie, cu un miros și gust plăcut, nu de faină, câteodată foarte slab amărui. Nu se decolorează după tăiere.[3][4]
- Caracteristici microscopice: Sporii bruni ca tutunul, sunt netezi și elipsoidali, poartă un por de germen și au o dimensiune cuprinsă între 8-14 x 5-7,5 microni. Culoarea lor este brună ca scorțișoara. Basidiile în formă de măciucă sau alungite au o dimensiune de 25-30 x 8-10 microni și poartă 2-4 sterigme fiecare. Cistidele în formă de măciucă bulboasă măsoară 35-50 x 12-18 microni.[9]
- Reacții chimice: Buretele se colorează cu anilină de fenol repede liliaceu-roz, cu metol încet violet închis, apoi violet-negricios și cu tinctură de Guaiacum după câteva minute albastru.[10]

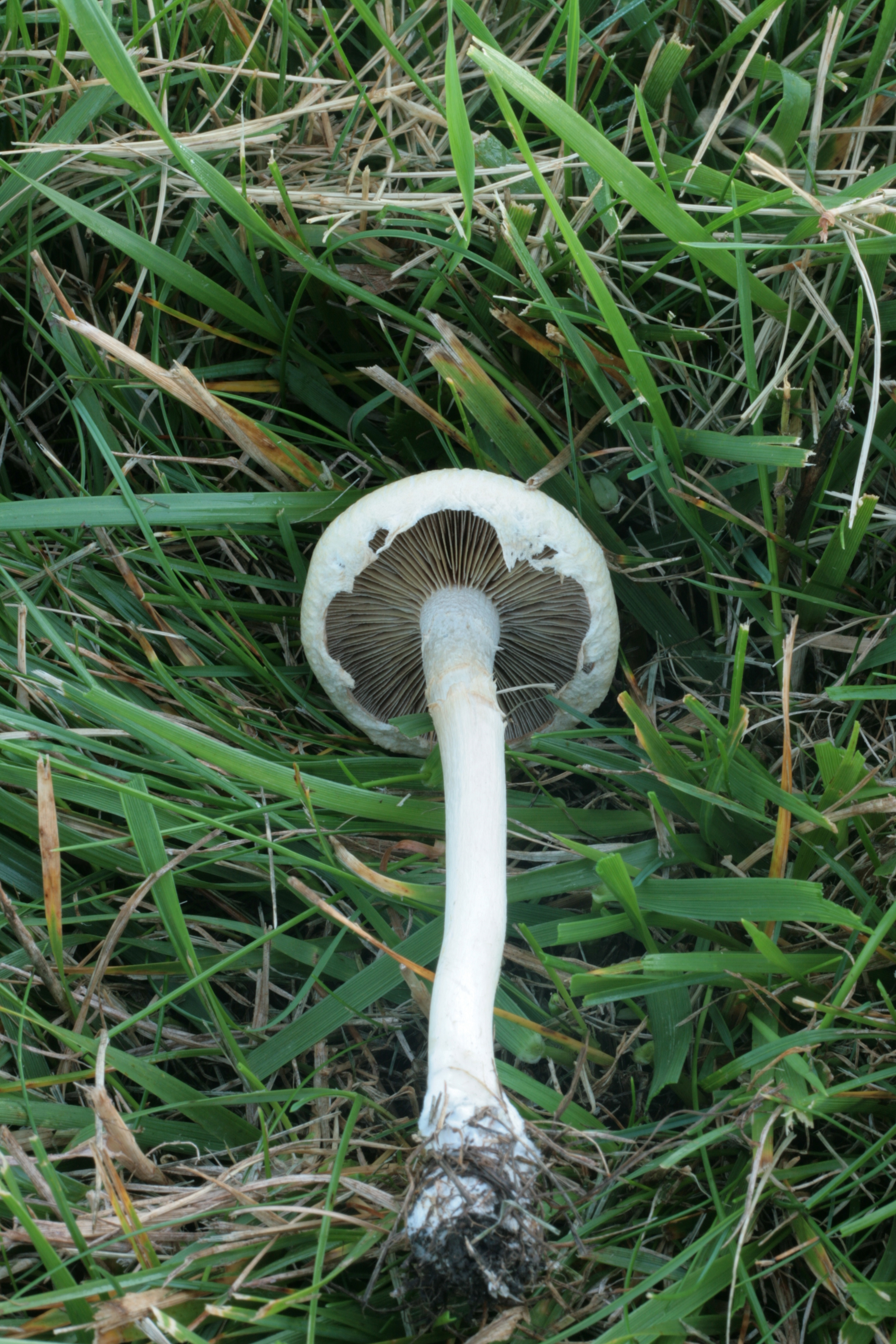
A.dura mai tânără: lamele și picior
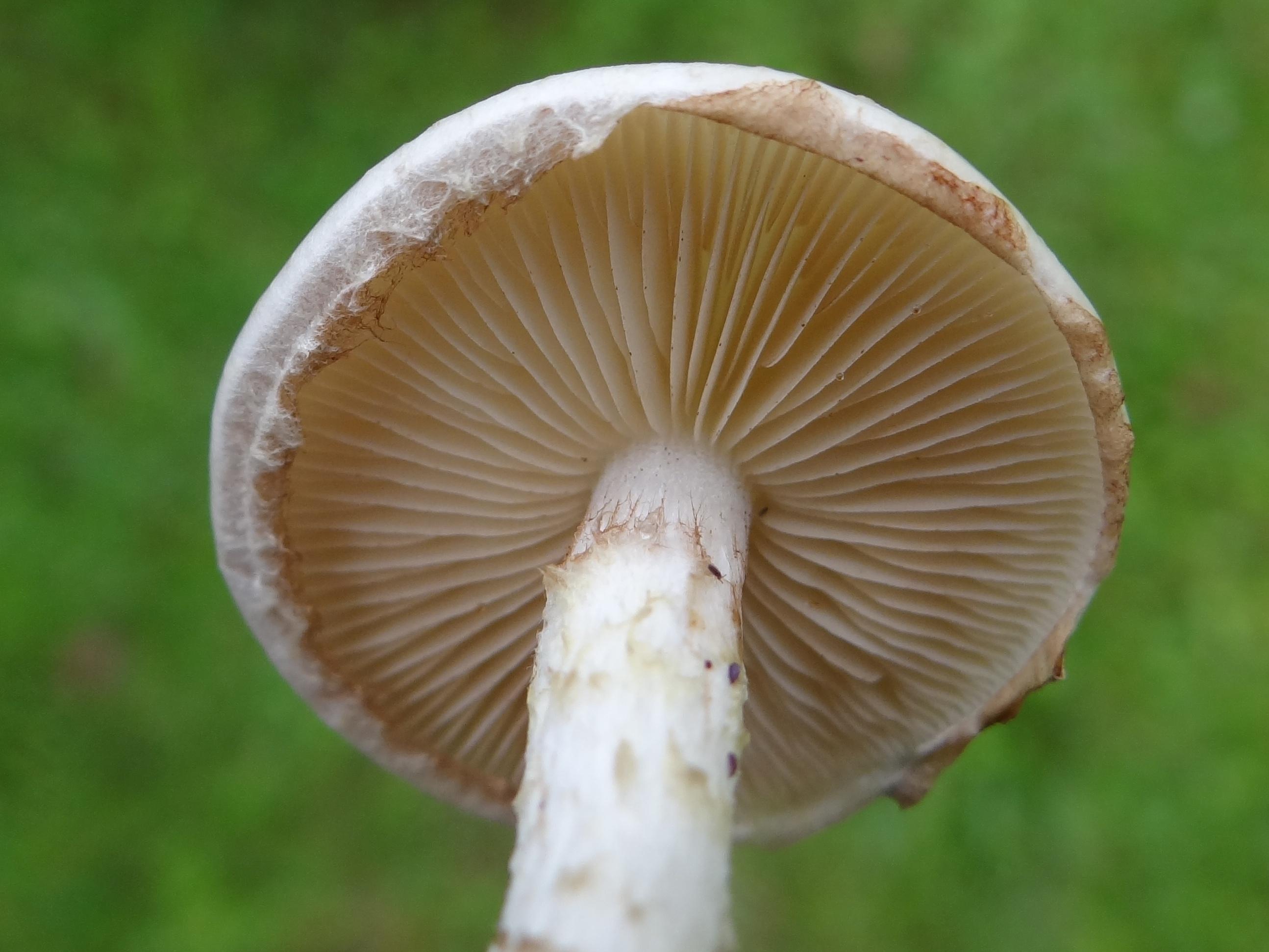
A. dura matură: lamele și picior din apropiere
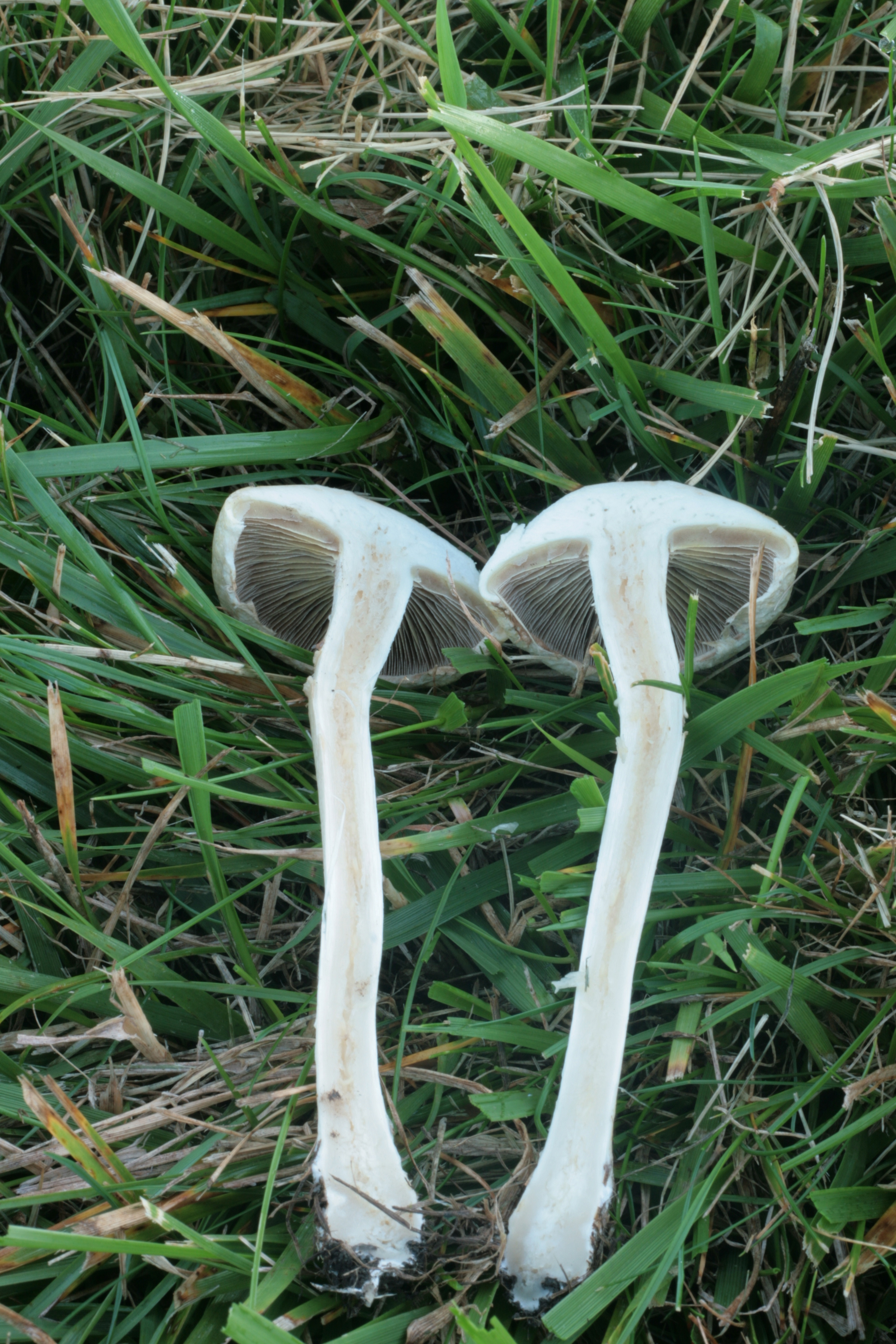
A. dura, secțiune longitudinală
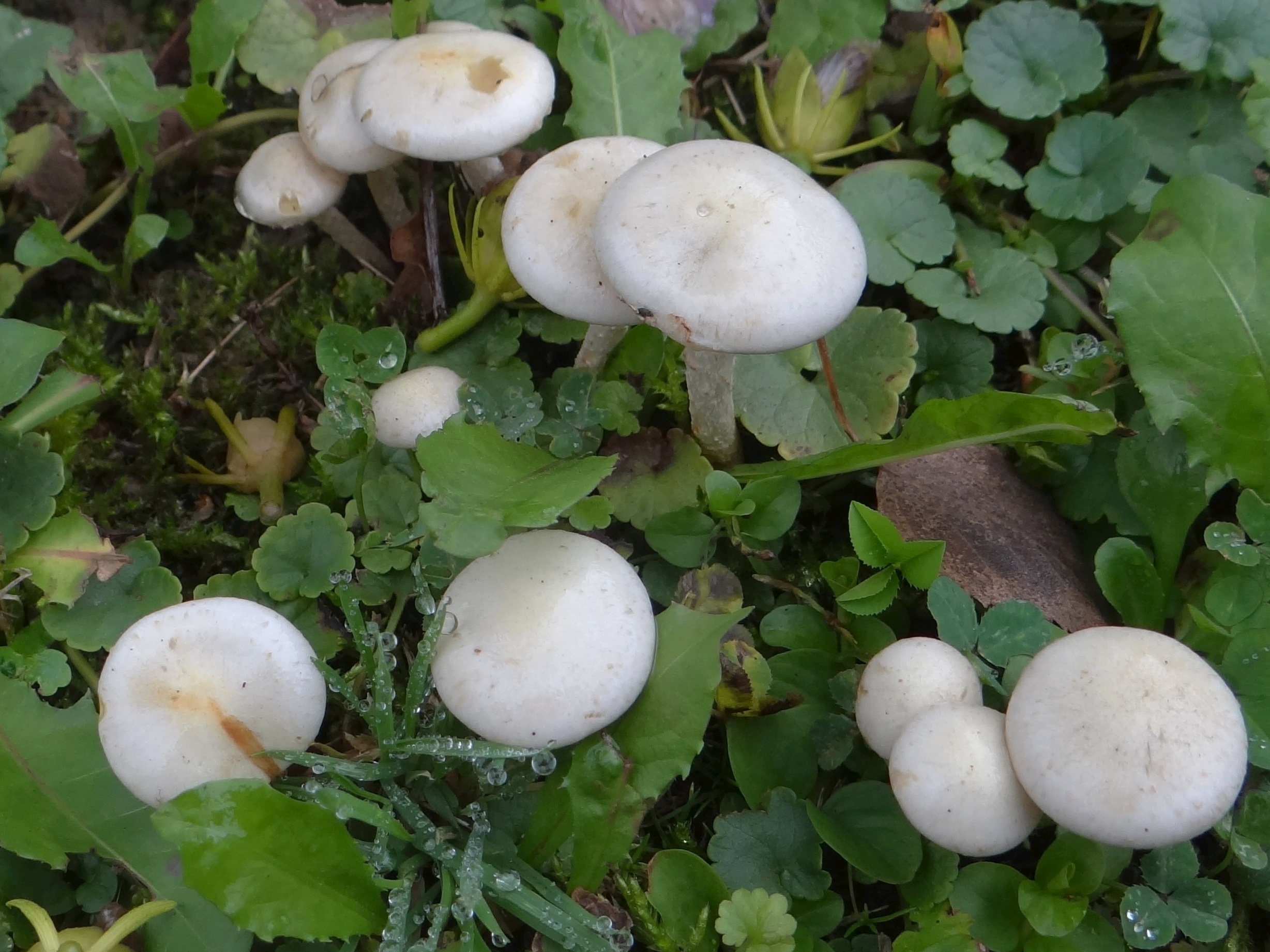
A. dura, a2 grup văzut de sus
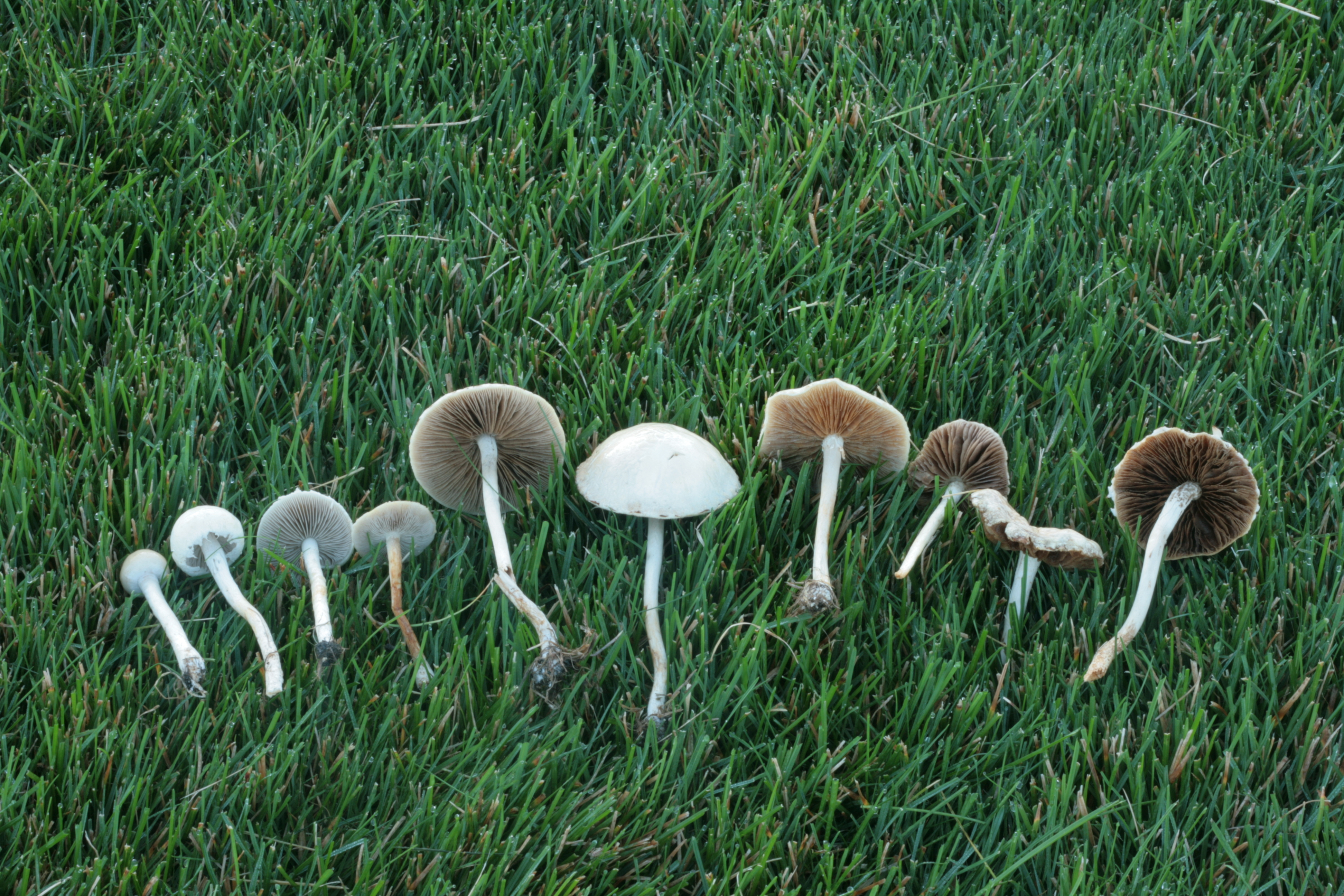
A.dura, evoluție

## Confuzii
Ciuperca de lan poate fi confundată cu Agrocybe erebia sin. Cyclocybe erebia (comestibilă), Agrocybe praecox (comestibilă), Clitocybe dealbata (letală), Clitocybe phyllophila sin. Clitocybe cerussata (letală), Clitocybe rivulosa (letală), mai departe și cu Hygrophorus eburneus (comestibil), Inocybe fibrosa (foarte otrăvitoare, posibil letală), Inocybe geophylla (toxică), Inocybe sambucina (foarte otrăvitoare, posibil letală), Inocybe sindonia (foarte otrăvitoare, adesea letală), Inocybe umbratica (otrăvitoare), Psathyrella spadiceogrisea sin. Psathyrella vernalis (comestibil) sau Stropharia coronilla sin. Psilocybe coronilla (necomestibilă, fără valoare culinară), Pilzforum declarând-o chiar otrăvitoare, pentru că ar conține triterpena crustulinol, o substanță toxică.

## Specii asemănătoare în imagini

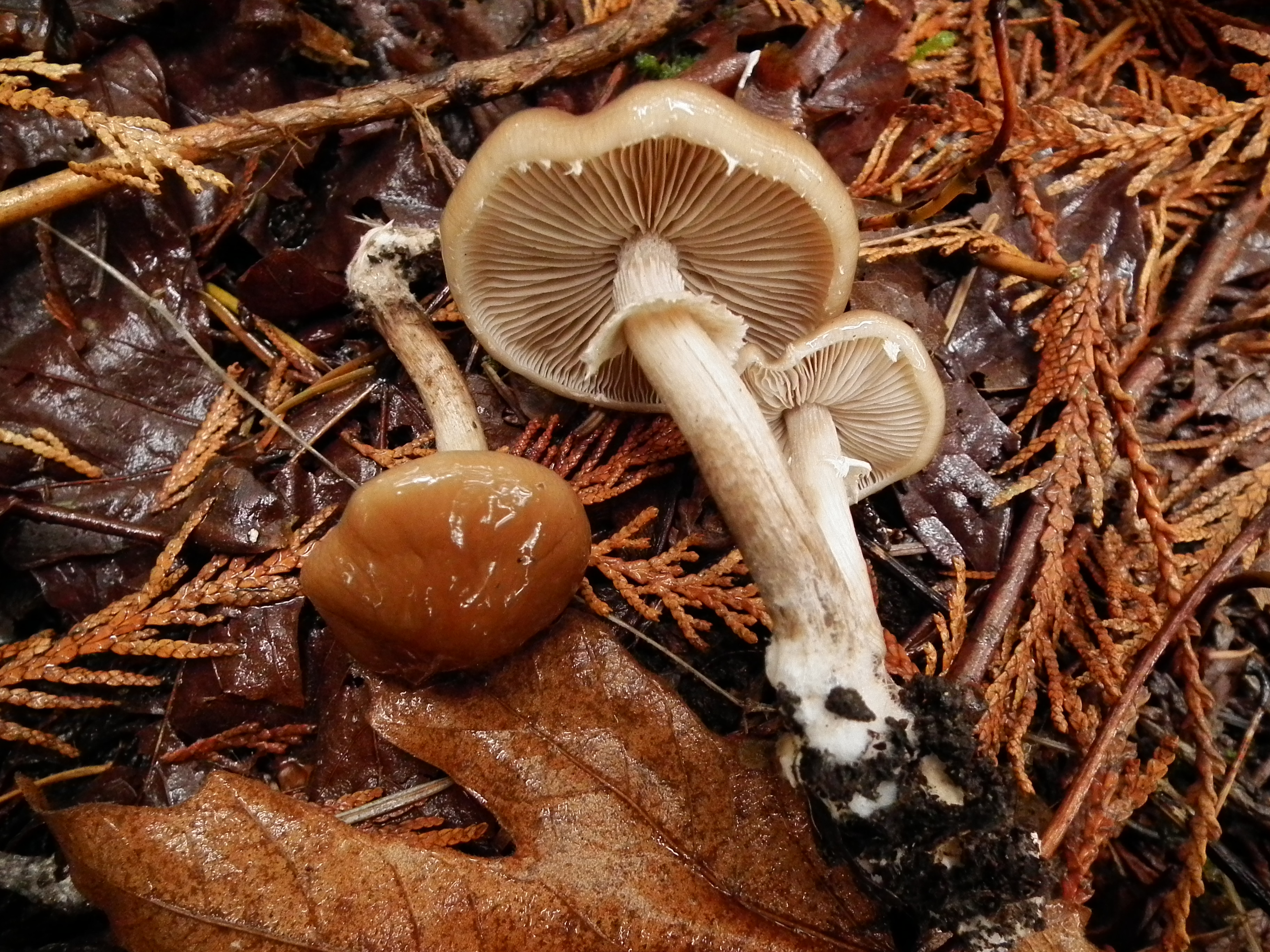
Agrocybe erebia
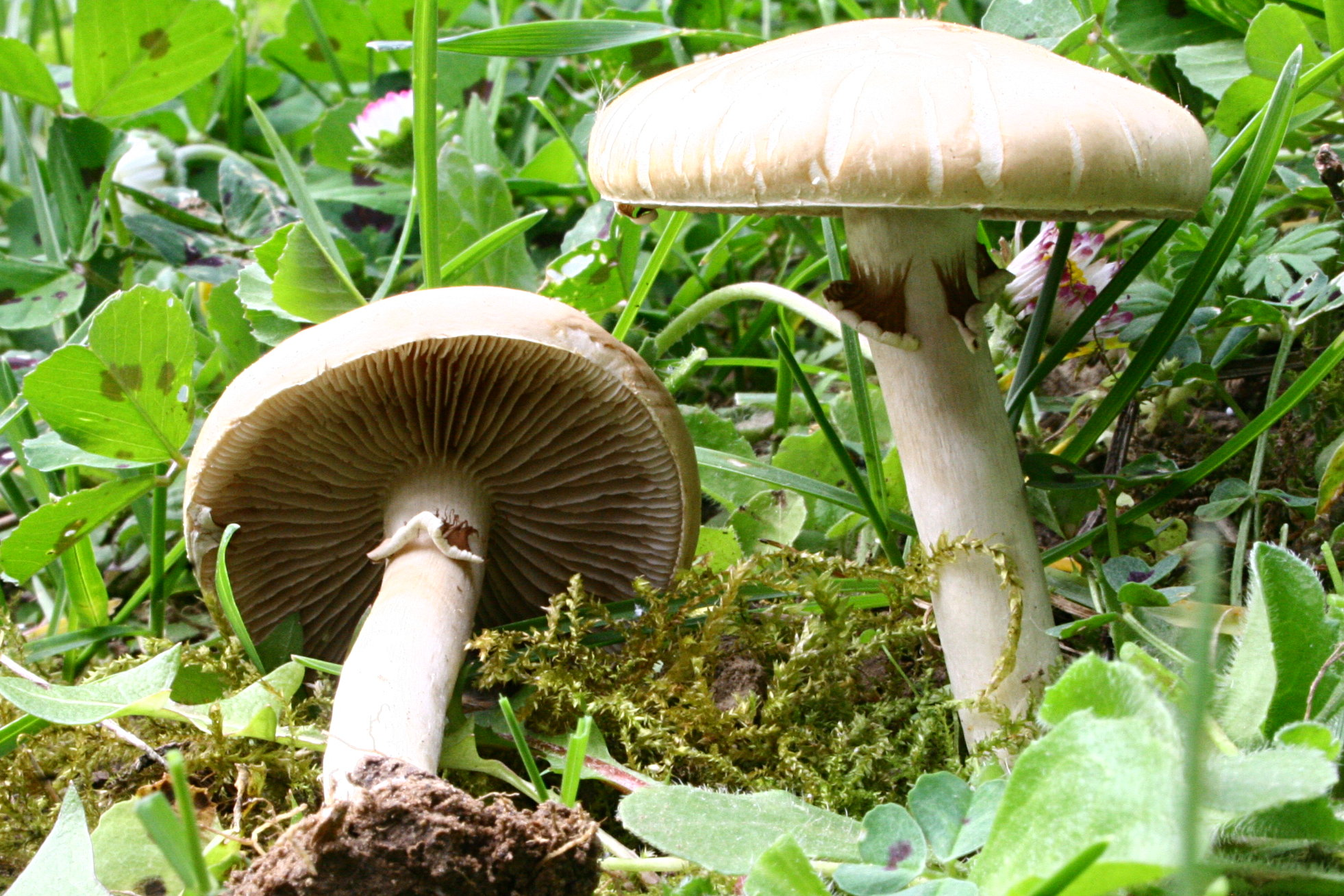
Agrocybe praecox
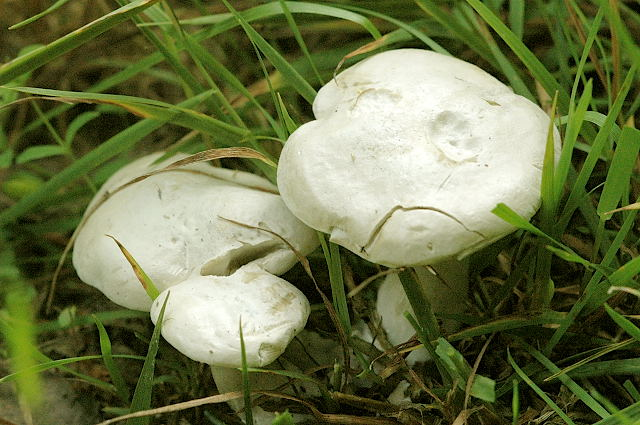
!!!Clitocybe.dealbata!!!
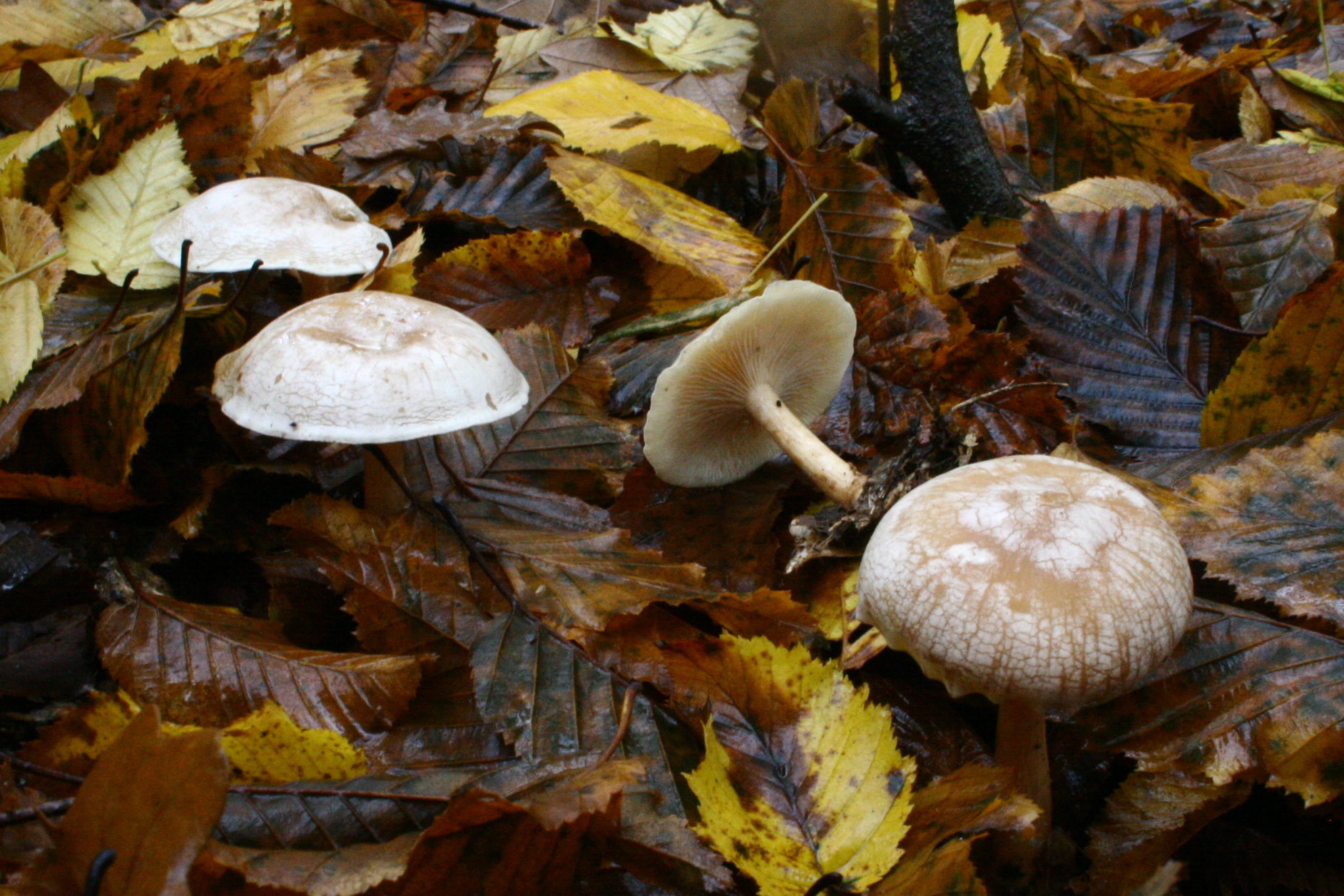
!!!Clitocybe phyllophila sin. Clitocybe cerussata!!!
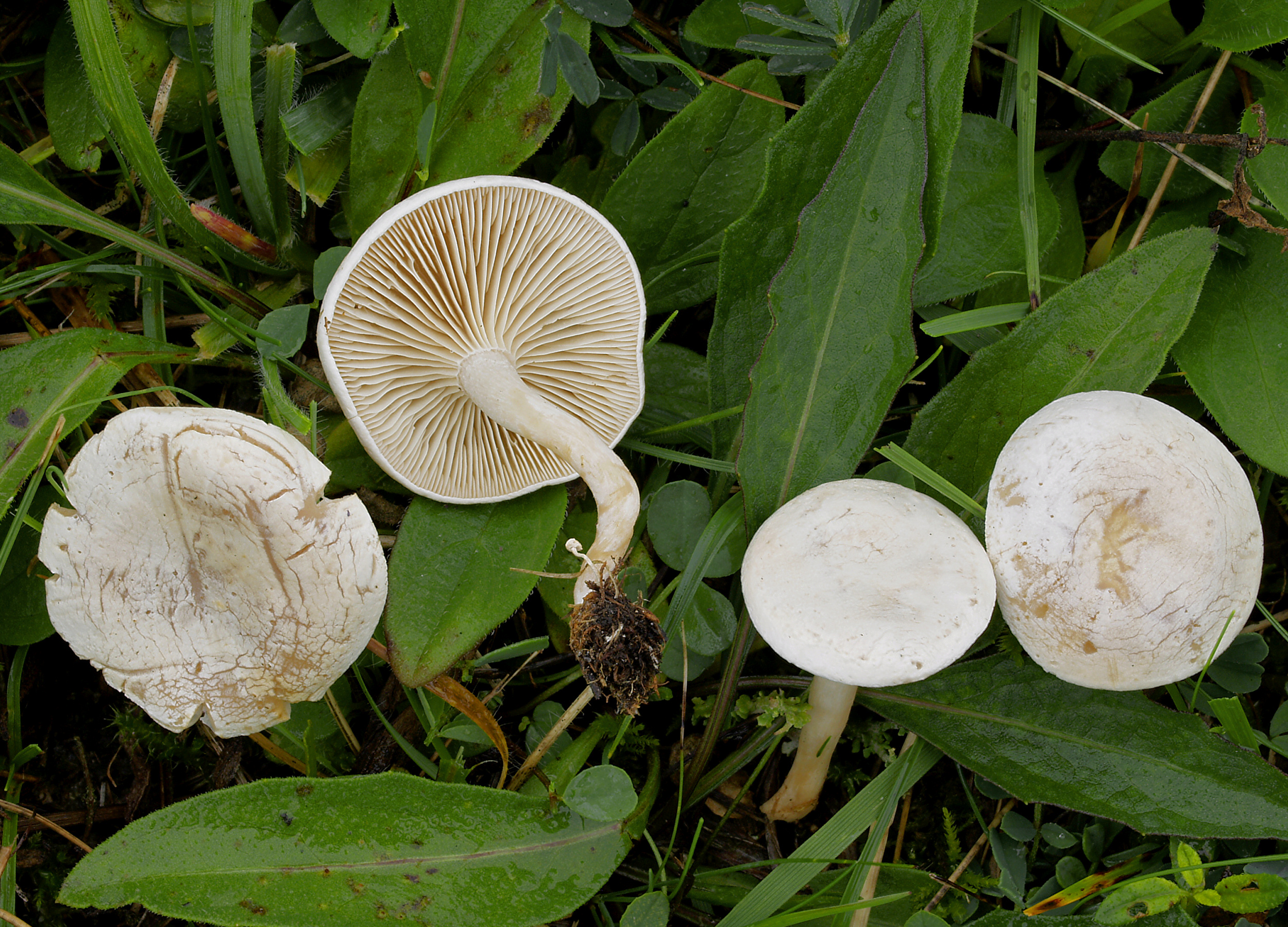
!!!Clitocybe rivulosa!!!
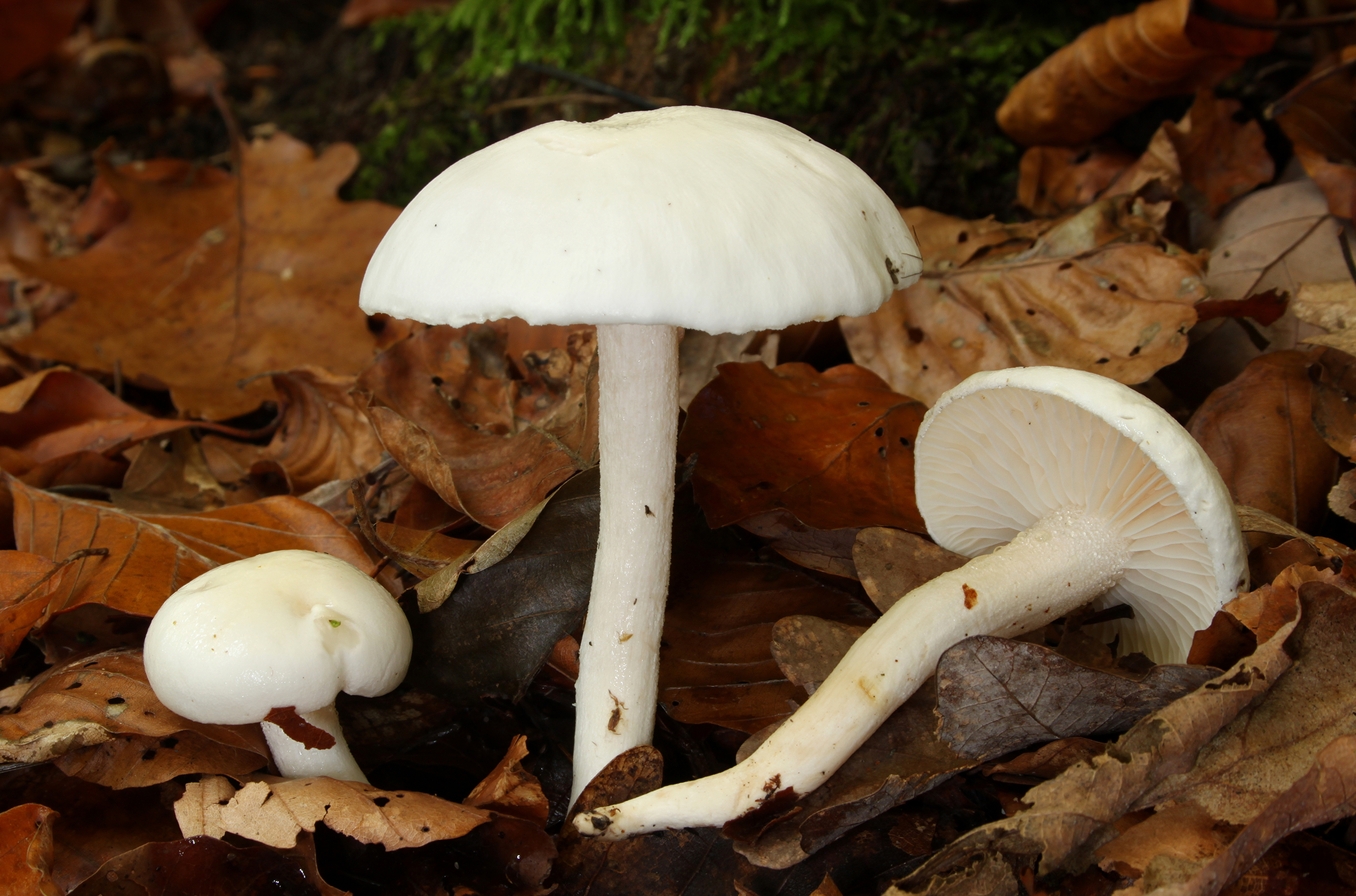
Hygrophorus eburneus
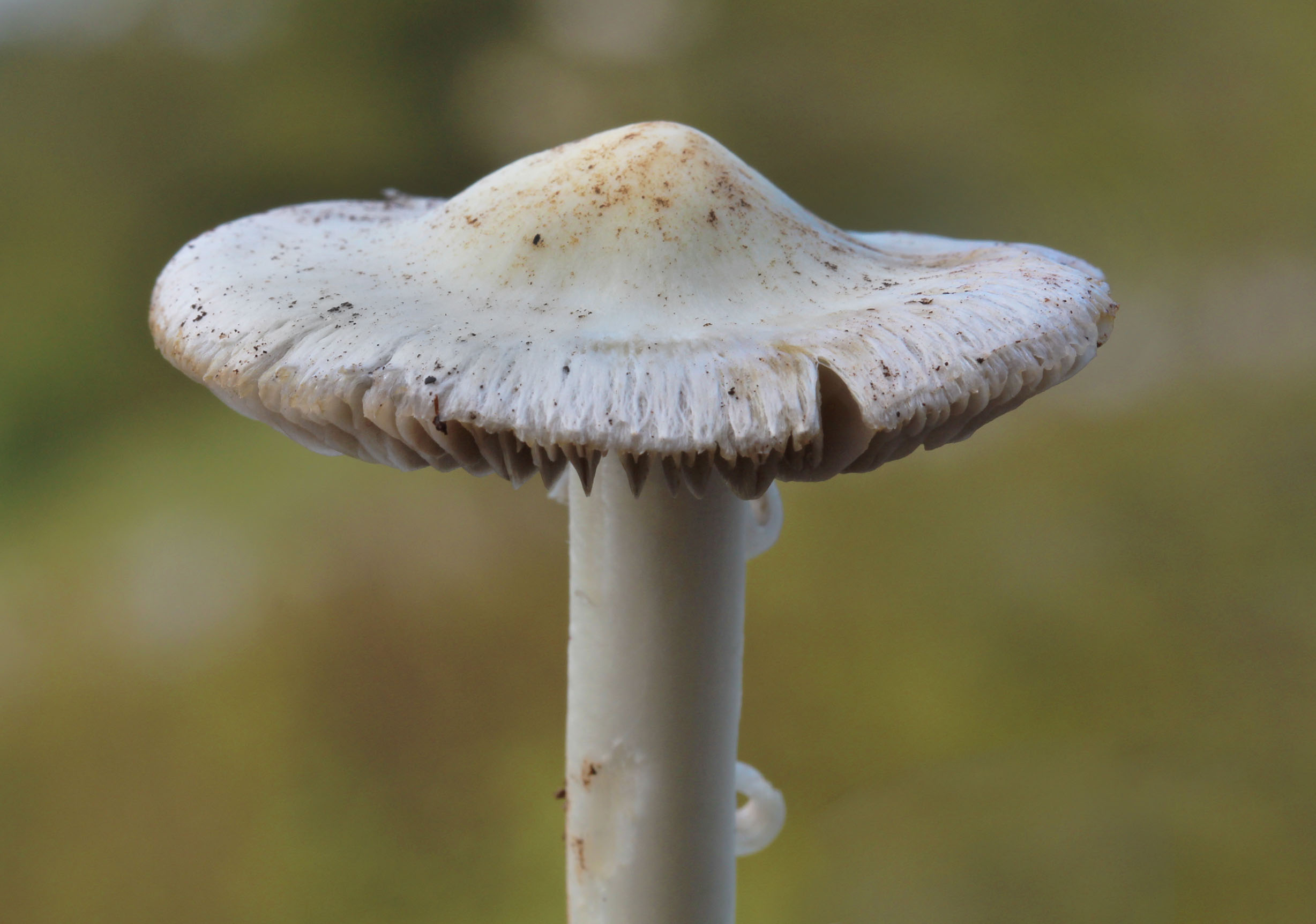
!!!Inocybe fibrosa!!!

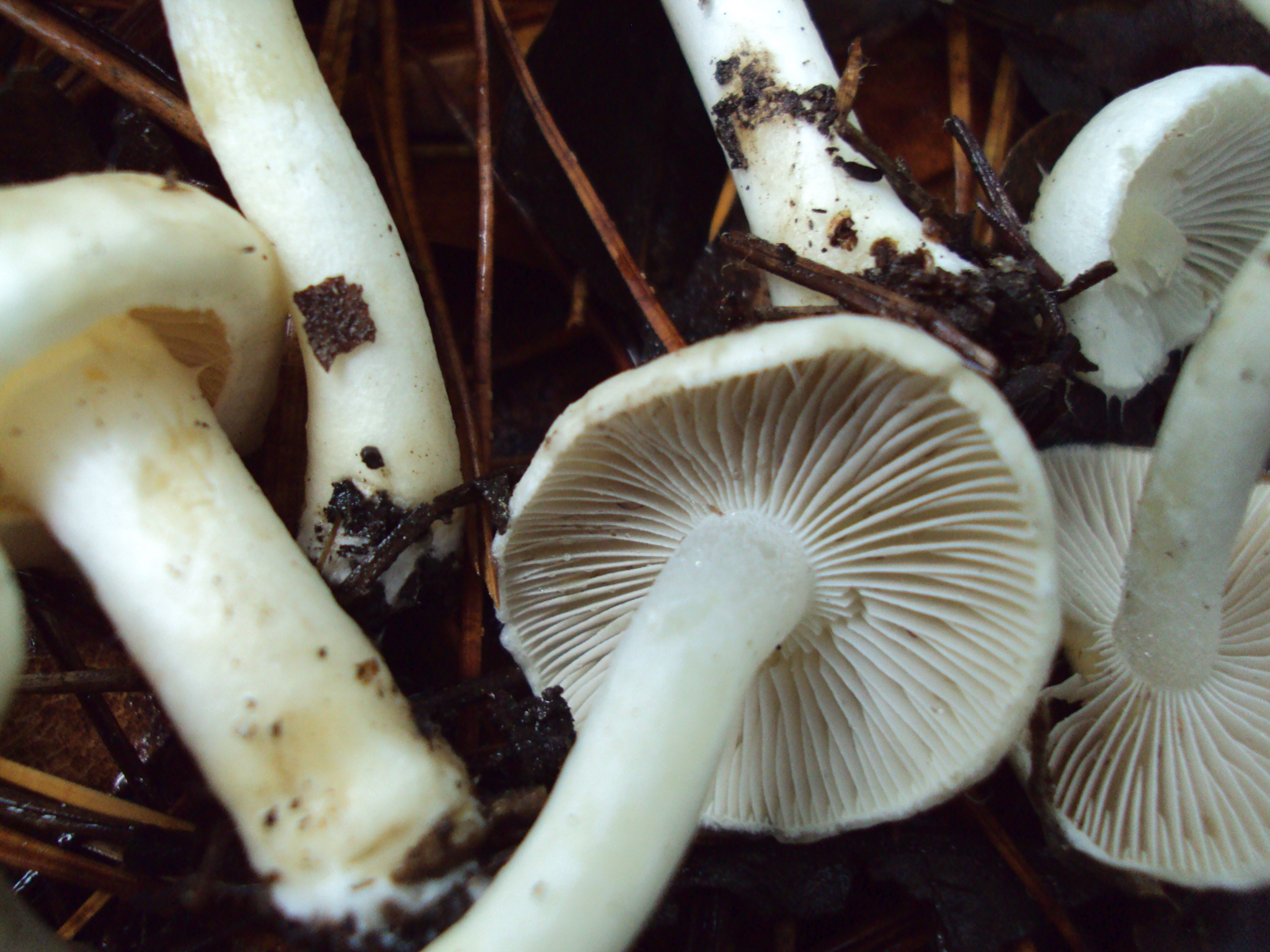
!!Inocybe geophylla!!
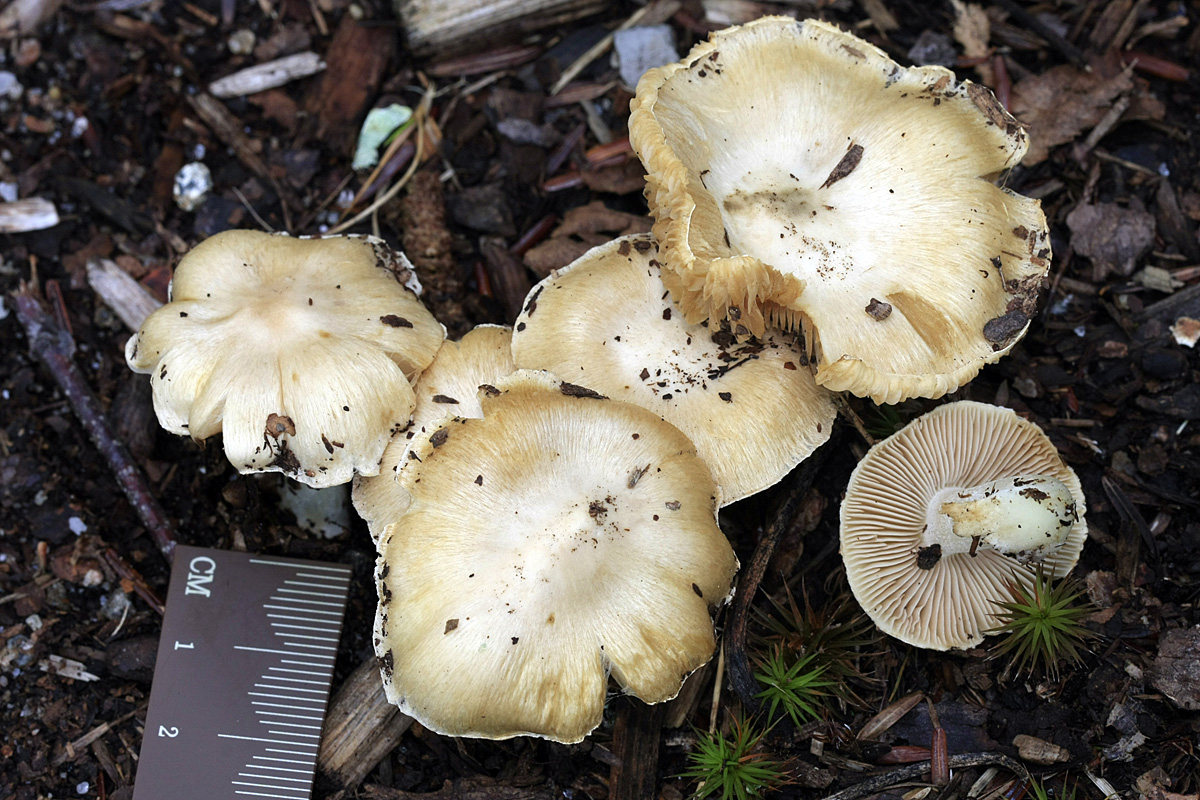
!!!Inocybe sambucina!!!
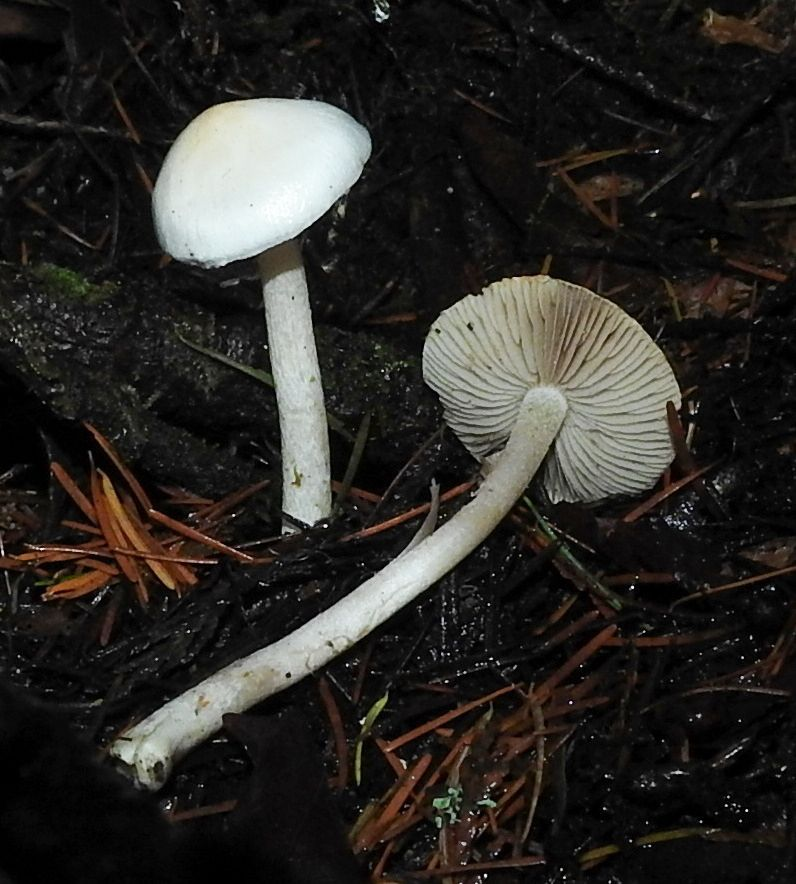
!!!Inocybe sindonia!!!
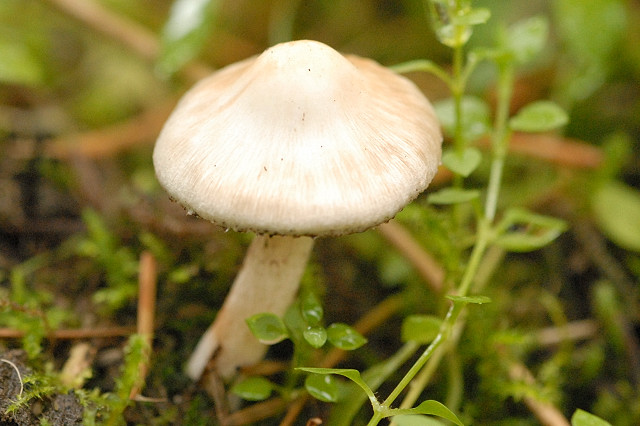
!! Inocybe.umbratica!!
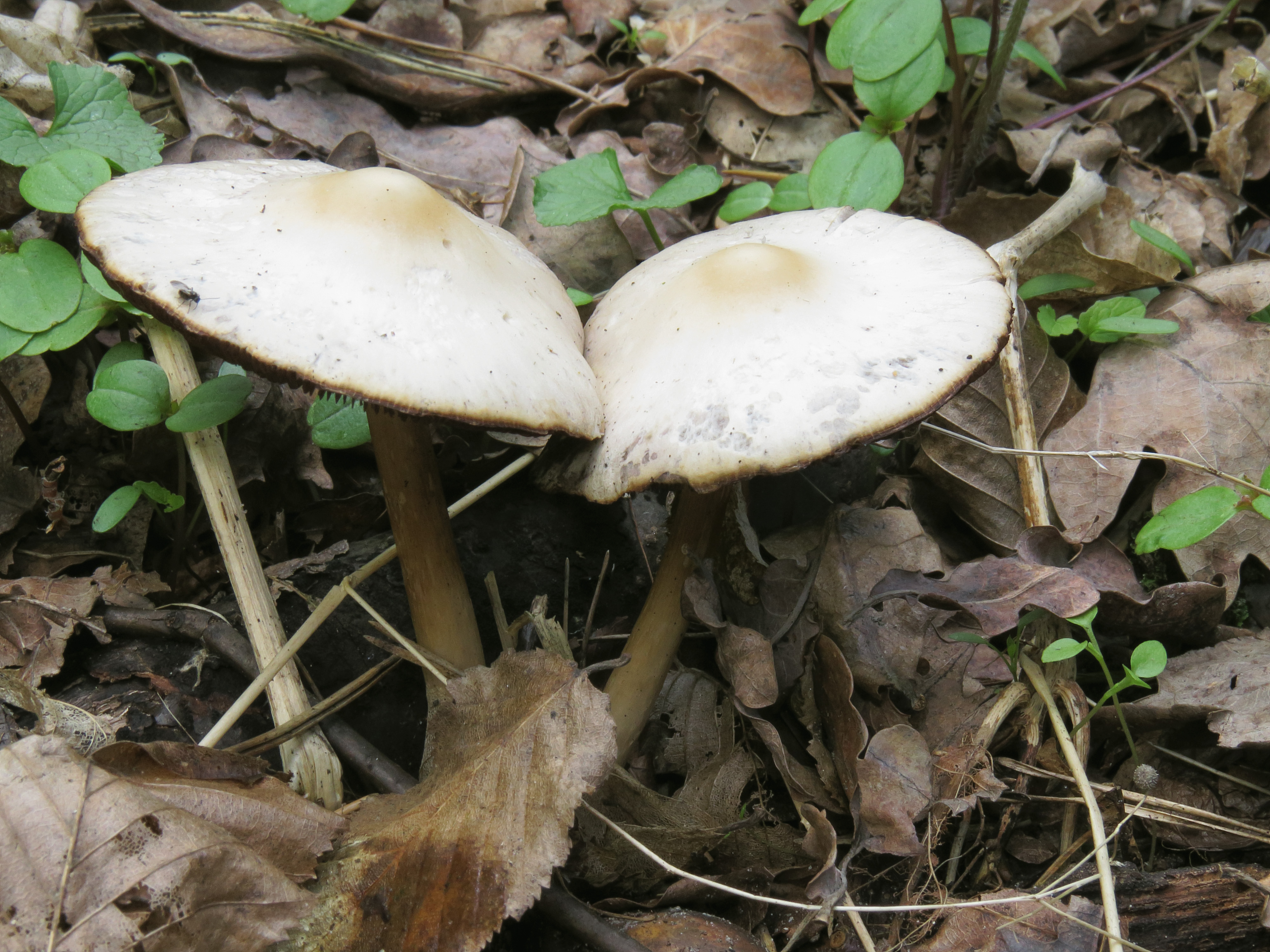
Psathyrella spadiceogrisea
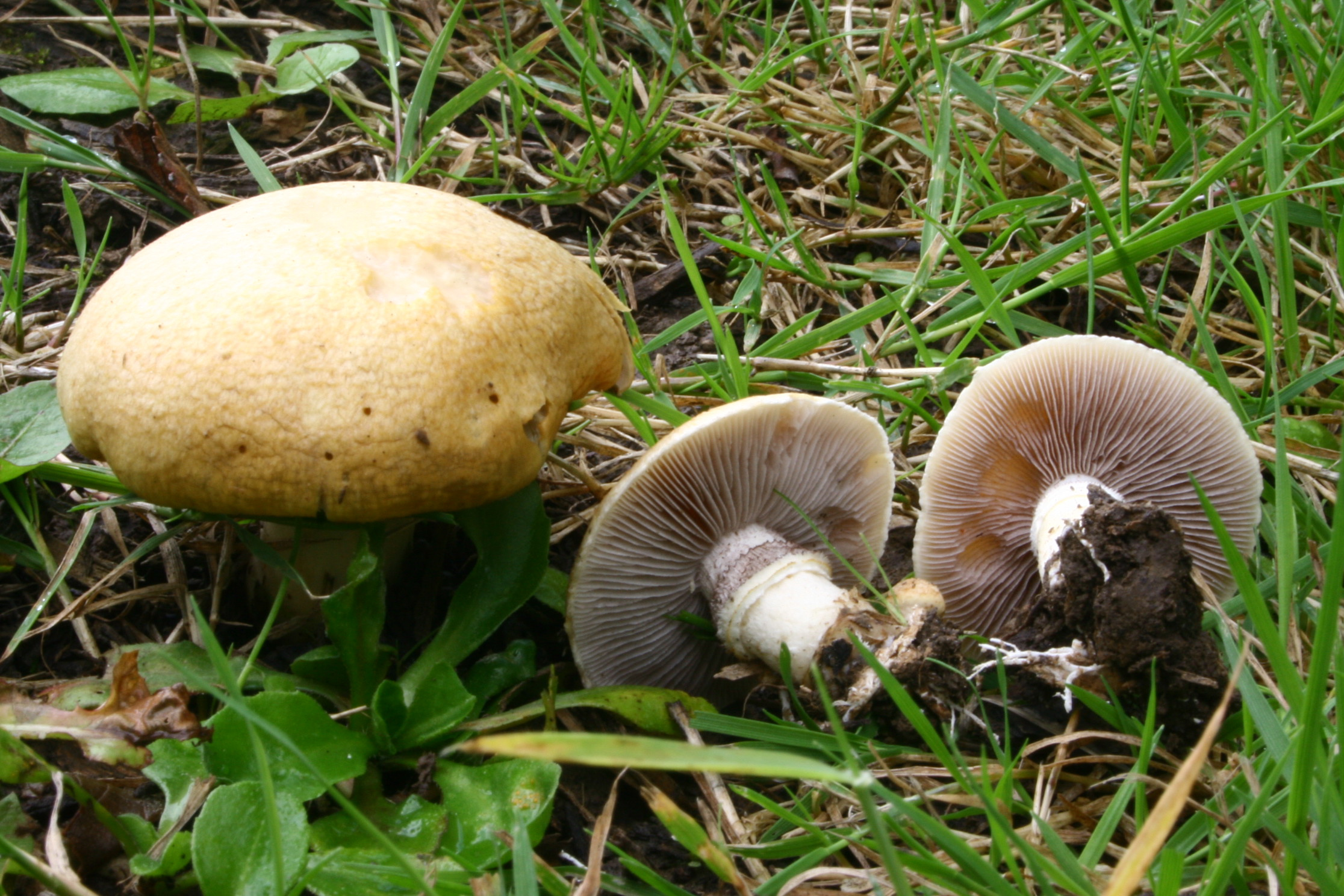
Stropharia coronilla

## Valorificare
Ciupercile de lan sunt comestibile, dar nu de valoare culinară ridicată. Se indică adăugarea la alte feluri sau sosuri de ciuperci. Mai departe, pălăriile bureților pot fi conservați în ulei, oțet sau sare.